# Aparecida d'Oeste

Vị trí của Aparecida d'Oeste trong bản đồ bang São Paulo

Aparecida d'Oeste là một đô thị ở bang São Paulo, Brasil. Aparecida d'Oeste có dân số (năm 2007) là 4577 người, diện tích là 179,069 km², mật độ dân số 26,9 người/km². Theo điều tra năm 2000, Aparecida d'Oeste có:
- Tổng dân số 4935 người, trong đó, dân số thành thị: 3665, nông thôn: 1270 người.
- Nam giới: 2454, nữ giới: 2481 người.
- Mật độ dân số: 27,55 người/km².
- Tuổi thọ bình quân: 72,09 năm.
- Tỷ lệ trẻ dưới 1 tuổi tử vong (trên 1 triệu): 14,27
- Tỷ lệ biết đọc biết viết: 81,93% dân số.
- Chỉ số phát triển con người: 0,759
- Tỷ lệ sinh (trẻ/bà mẹ): 1,94